# スティーブン・エロップ

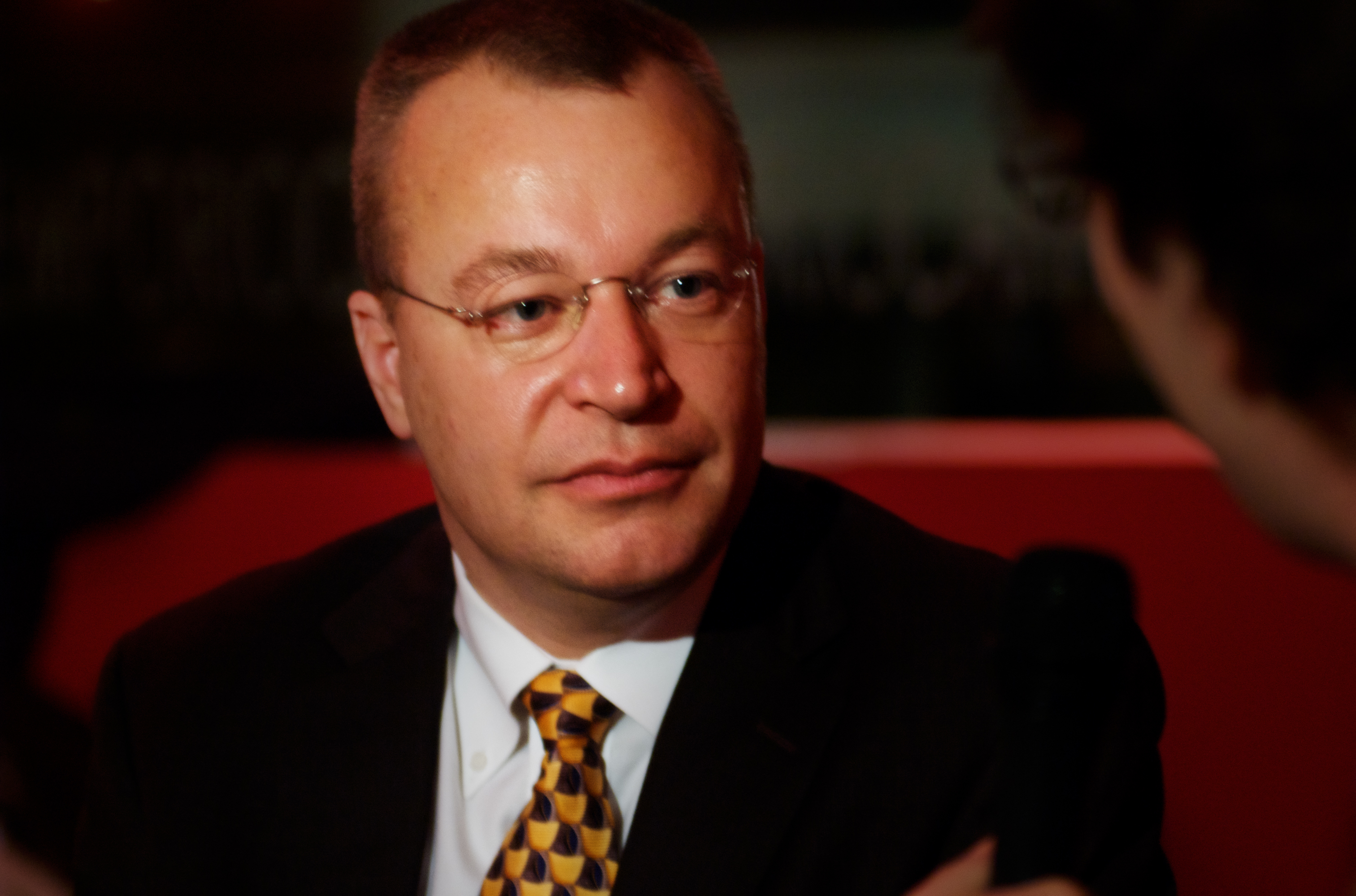
スティーブン・エロップ

スティーブン・エロップ（英: Stephen Elop、1963年12月31日 - ）は、カナダ生まれの実業家。

## 経歴
カナダオンタリオ州アンカスター出身、同州ハミルトンのマックマスター大学卒業。
1992年にBoston ChikenのCIOに就任し、1998年に同社は倒産。
1998年よりマクロメディアに入社し、2005年1月にCEOに就任して、2005年4月にアドビシステムズにマクロメディアを34億ドルで売却し、2006年12月に退職。
2007年はジュニパーネットワークスのCOOに就任。
2008年1月にマイクロソフトに入社、ビジネス部門担当プレジデントをつとめていた。2010年9月20日、ノキアの前CEOであったオリペッカ・カラスブオが退任したのを受けマイクロソフトを退職、翌日よりノキアのCEOとなっている。フィンランド人以外では初のCEOである。2011年2月にマイクロソフトとノキアの戦略的提携を発表し、社員3000人をアクセンチュアにリストラし、2013年9月にマイクロソフトにノキアを72億ドルで売却し、スティーブン・エロップはマイクロソフトに戻る。2015年6月にマイクロソフトはノキア買収の76億ドルの減損損失を発表し、スティーブン・エロップはマイクロソフトを退社。

## 参照
1. ↑  Nokia買収は何だったのか？ Microsoftの「Windows 10 Mobile」新戦略でざわめき － TechTargetジャパン スマートモバイル